# Liste der denkmalgeschützten Objekte in St. Marienkirchen bei Schärding
Die Liste der denkmalgeschützten Objekte in St. Marienkirchen bei Schärding enthält die denkmalgeschützten, unbeweglichen Objekte der Gemeinde St. Marienkirchen bei Schärding im Bezirk Schärding (Oberösterreich).

## Denkmäler
| Foto |                 | Denkmal                                                               | Standort                                          | Beschreibung | Metadaten |
| ---- | --------------- | --------------------------------------------------------------------- | ------------------------------------------------- | --- | --- |
| ja   | Datei hochladen | Kath. Pfarrkirche Mariae Himmelfahrt HERIS-ID: 52582 Objekt-ID: 59774 | Hauptstraße Standort KG: St. Marienkirchen        | Der gotische Kirchenbau hat ein vierjochiges Langhaus mit einem südlichen Seitenschiff unter Netzrippengewölben. Der niedrigere eingezogene dreijochige Chor mit einem Netzrippengewölbe hat einen Dreiachtelschluss. Die mittig vorkragende dreiachsige Westempore ist netzrippenunterwölbt. Der Turm hat einen neugotischen Spitzhelm. Die Turmhalle im Erdgeschoß hat ein Netzrippengewölbe. Das Südportal ist spätgotisch. | BDA-Hist.: Q25929227 Status: § 2a Stand der BDA-Liste: 2025-06-30 Name: Kath. Pfarrkirche Mariae Himmelfahrt GstNr.: 234, 233, 236 Pfarrkirche Sankt Marienkirchen bei Schärding |
| ja   | Datei hochladen | Friedhof christlich HERIS-ID: 84628 Objekt-ID: 98760                  | bei Hauptstraße 19 Standort KG: St. Marienkirchen | Der 1854 errichtete und 1975 erweiterte Friedhof verfügt über einen kapellenartig überbauten und platzelgewölbten Eingang mit biedermeierlicher Gittertür sowie über Wandgräber, die als Inschrifttafeln in breiten Nischen angelegt sind. | BDA-Hist.: Q38183472 Status: § 2a Stand der BDA-Liste: 2025-06-30 Name: Friedhof christlich GstNr.: 196, 197, 198 Friedhof St. Marienkirchen bei Schärding                       |